# Serhij Ponomarenko (ur. 1983)
Serhij Anatolijowycz Ponomarenko, ukr. Сергій Анатолійович Пономаренко (ur. 18 grudnia 1983) – ukraiński piłkarz, grający na pozycji obrońcy.

## Kariera piłkarska

### Kariera klubowa
W 2006 rozpoczął karierę piłkarską w drużynie Nafkom Browary. Na początku 2007 wyjechał do Białorusi, gdzie bronił barw klubów FK Smorgonie, Szachcior Soligorsk i Tarpeda Żodzino. Na początku 2011 powrócił do Ukrainy, gdzie został piłkarzem Prykarpattia Iwano-Frankiwsk. Latem 2008 przeniósł się do beniaminka Drugiej Lihi UkrAhroKomu Hołowkiwka.